# Bassus albipennis
Bassus albipennis är en stekelart som först beskrevs av Granger 1949.  Bassus albipennis ingår i släktet Bassus och familjen bracksteklar. Inga underarter finns listade.